# Octodon degus
O degu (Octodon degus) é uma espécie de roedor da família Octodontidae. Endêmico do Chile, podendo ser encontrado nas encostas ocidentais dos Andes, entre Vallemar e Curicó.